# Фронт за победу
Фронт за победу (исп. Frente para la Victoria, FpV) — левоперонистская политическая партия в Аргентине, избирательный альянс в Аргентине, хотя формально является частью Хустисиалистской партии.

## История
Основана президентом Нестором Киршнером (2003—2007) когда он находился в должности президента и Кристиной Киршнер (президент с 2007 года), оба политики левых взглядов и вышли из Хустисиалистской партии. После смерти Нестора Киршнера в 2010 году, партию возглавила его жена Кристина Киршнер.
Из-за внутренних разногласий по поводу лидерства в партии, Хустисиалистская партия не принимала участия в выборах 2003 года, и тогда Нестор Киршнер основал свою партию Фронт за победу чтобы принять участие в выборах на пост президента страны. В выборах 2005 года партия Фронт за победу (FPV) получила 127 мест в парламенте (при общем количестве мест 257) и 24 места в Сенате (при общем количестве мест 72), получив таким образом большинство в обеих палатах Конгресса Аргентины.
В ходе выборов 2007 года, Фронт за победу (FPV) создала политический альянс. Кандидат от партии Кристина Киршнер победила на выборах президента в первом раунде, получив 45,29 % голосов избирателей, против 22 % у её ближайшей оппонентки (Элисы Каррио от партии Гражданская Коалиция), Кристина победила на последних выборах с большим отрывом от других кандидатов. В ходе парламентских выборов 2009 года Фронт за победу (FPV) потеряла большинство в обеих палатах, получив только 30,80 % голосов избирателей, таким образом, она становится партией меньшинства в Конгрессе, опережая только партию Гражданская Коалиция.